# Кръстоносен поход (сериал)
„Кръстоносен поход“ (на английски: Crusade) е американски научнофантастичен сериал, създаден от сценариста Дж. Майкъл Стразински.
Продукцията е продължение на телевизионната сага Вавилон 5 и проследява събитията, случващи се непосредствено след филма Вавилон 5: На оръжие. Сериалът започва излъчването си по телевизия TNT на 9 юни 1999 г., но е прекъснат едва след тринадесетия си епизод, въпреки че първоначално е планиран от Стразински като история в пет сезона.

## Основна идея
Действието в Кръстоносен поход се развива през 2267 г. След атаката от страна на Драките във филма Вавилон 5: На оръжие, атмосферата на Земята е заразена с високотехнологичен нановирус, способен да убие всяка форма на живот на планетата в рамките на пет години. Капитан Матю Гидиън и екипажът му са отзовани от изследователската си мисия и са натоварени с отговорната задача да претърсят цялата позната част на Галактиката, за да намерят лекарство срещу вируса. Към тях се присъединяват археологът от „Интерпланетни експедиции“ Макс Айлърсън, своенравната извънземна Дурина Нафил и техно-магът Гейлън. В търсенето на спасение за жителите на Земята се включва и капитанът на Вавилон 5 Елизабет Локли, чието приятелство с капитан Гидиън прераства в непредвидена романтична връзка.

## Актьорски състав
- Гари Коул в ролята на капитан Матю Гидиън
- Даниъл Дей Ким в ролята на лейтенант Джон Матюсън
- Кери Добро в ролята на Дурина Нафил
- Питър Удуърд в ролята на Гейлън
- Марджийн Холдън в ролята на д-р Сара Чеймбърс
- Дейвид Алън Брукс в ролята на д-р Макс Айлърсън
- Трейси Скогинс в ролята на капитан Елизабет Локли
- Ричард Бигс в ролята на д-р Стивън Франклин
- Джон Вайкъри в ролята на господин Уелс